# Podžaga
Podžaga je naselje v Občini Velike Lašče.